# Krippenmuseum (Oberstadion)

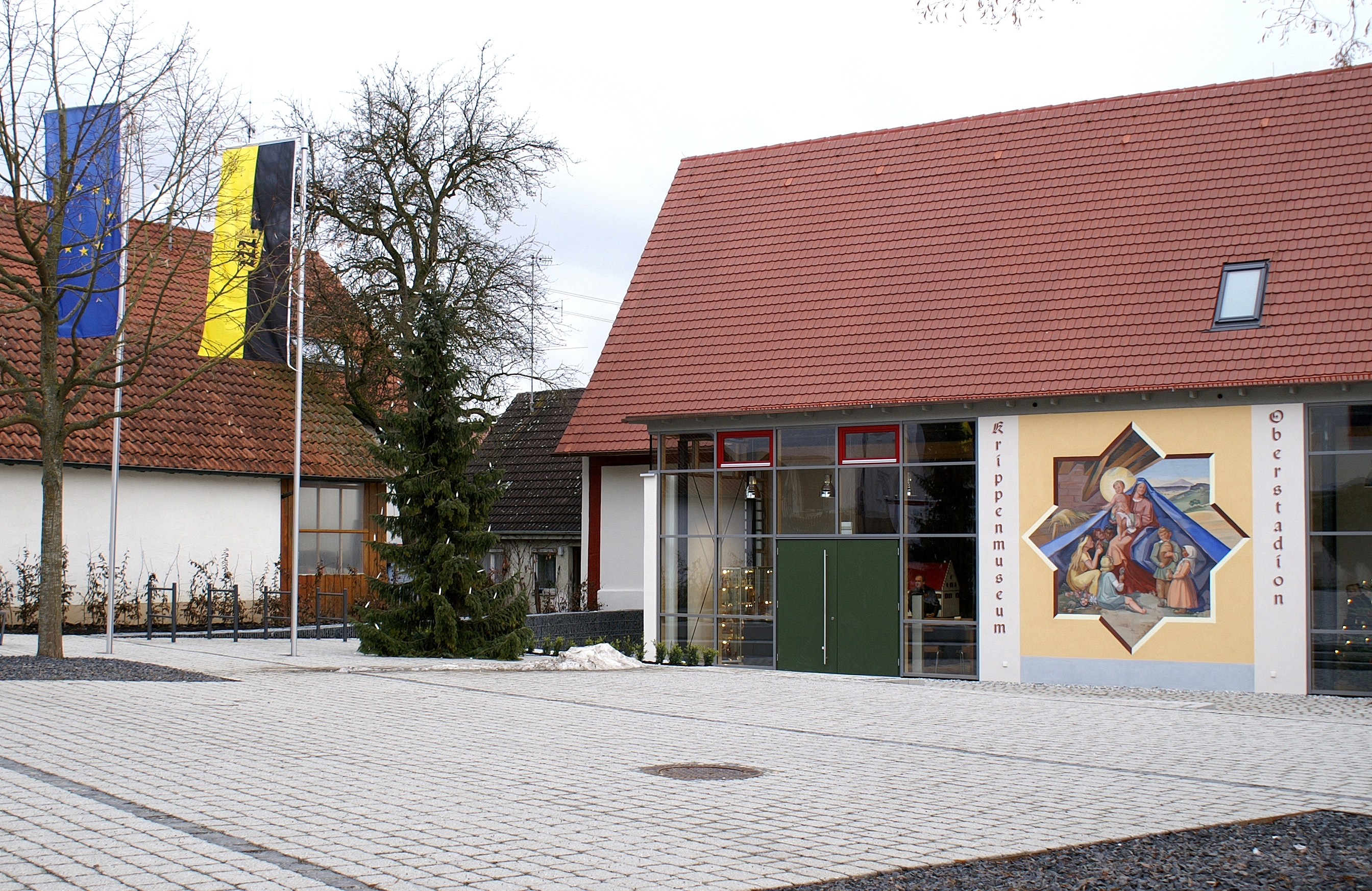
Das Krippenmuseum Oberstadion in der historischen Pfarrscheune

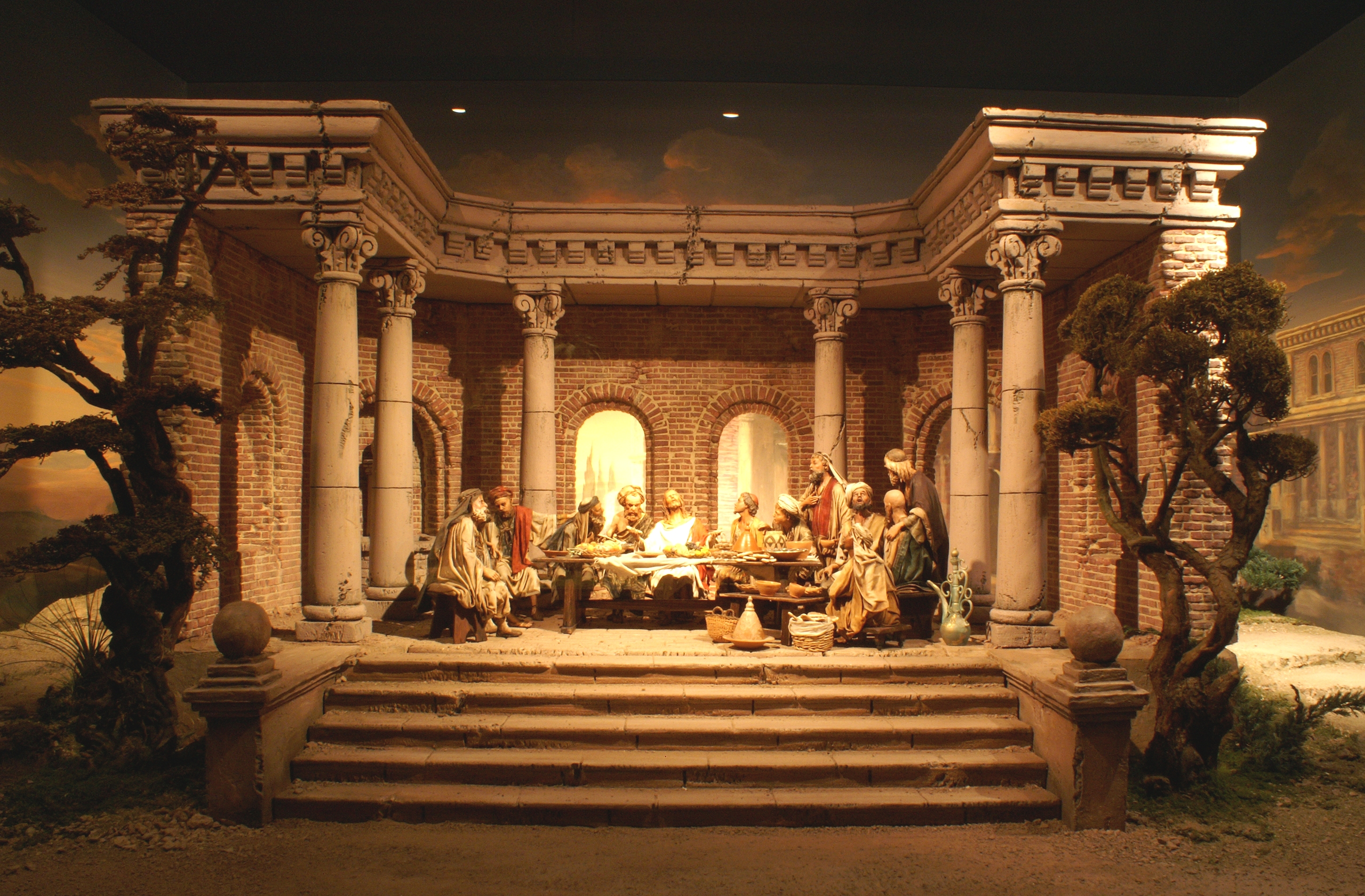
Im Krippenmuseum Oberstadion sind 160 Krippen ausgestellt

Das Krippenmuseum in Oberstadion im Alb-Donau-Kreis zeigt auf über 600 Quadratmetern mit 160 Krippen eine der größten Krippensammlungen in Deutschland. Das Museum ist in der im Jahr 1612 erbauten und heute denkmalgeschützten Pfarrscheune untergebracht und wurde am 21. Dezember 2008 eröffnet.
Auf zwei Etagen werden Krippen von Künstlern aus Deutschland, Italien und Österreich präsentiert. Auch ein mit 2,5 Tonnen zu den schwersten Krippen zählendes Kunstwerk ist im Museum zu sehen. Eine Jahreskrippe der Gebrüder Tobias und Herbert Haseidl aus Oberammergau ist mit ihren Szenen einmalig in Deutschland. Eine Sonderausstellung befasst sich jeweils mit der Krippenkunst eines Landes, z. B. Polens (2008), Peru (2009) oder Tschechiens (2013).
In Vortragssaal des Museums erfahren die Besucher in einem Film Hintergründe über die Krippenbaukunst in Oberstadion und im italienischen Luttach im Ahrntal.
Gefördert wurde das Projekt Krippenmuseum Oberstadion über die LEADER-Aktionsgruppe Oberschwaben aus Mitteln der Europäischen Union und des Landes Baden-Württemberg.